# Abbaye Santa Maria della Ferraria
 (février 2024).
L'abbaye de Ferraria est une ancienne abbaye cistercienne, située en Italie, dans la commune de Vairano Patenora (Campanie, province de Caserte).

## Histoire
L'abbaye a été fondée en 1179 comme filiation de l'abbaye de Fossanova dans le Latium, dans la lignée de l'abbaye de Clairvaux.
L'église a été consacrée le 24 octobre 1179 et l'abbaye a été gouvernée par les cisterciens jusqu'à la suppression des ordres religieux dans le royaume de Naples par Joseph Bonaparte en 1807.
Comme abbayes filles, elle a eu Santa Maria dell'Arco en Sicile, Santo Spirito della Valle en Pouilles, Santa Maria Incoronata en Pouilles et l'abbaye des Saints Vito et Salvo en Abruzzes.